# Sankt Marein-Feistritz
Sankt Marein-Feistritz osztrák község Stájerország Mura-völgyi járásában. 2017 januárjában 2040 lakosa volt.    

## Elhelyezkedése

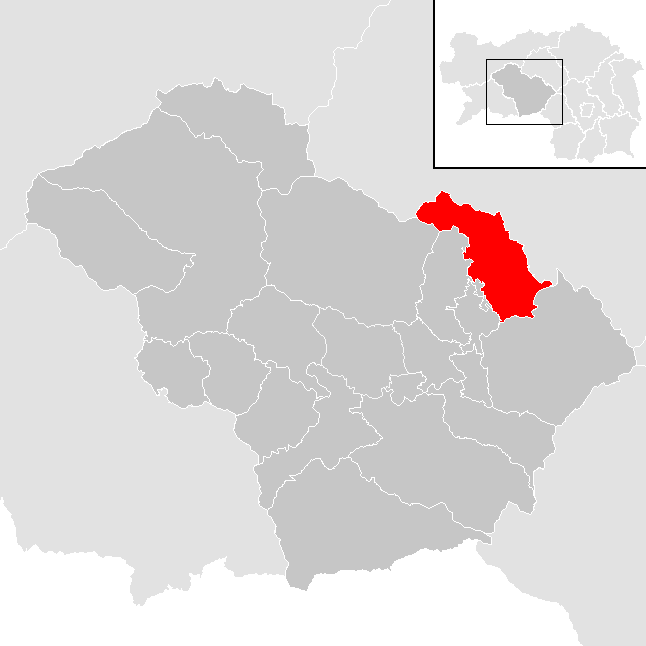
Sankt Marein-Feistritz a Mura-völgyi járásban

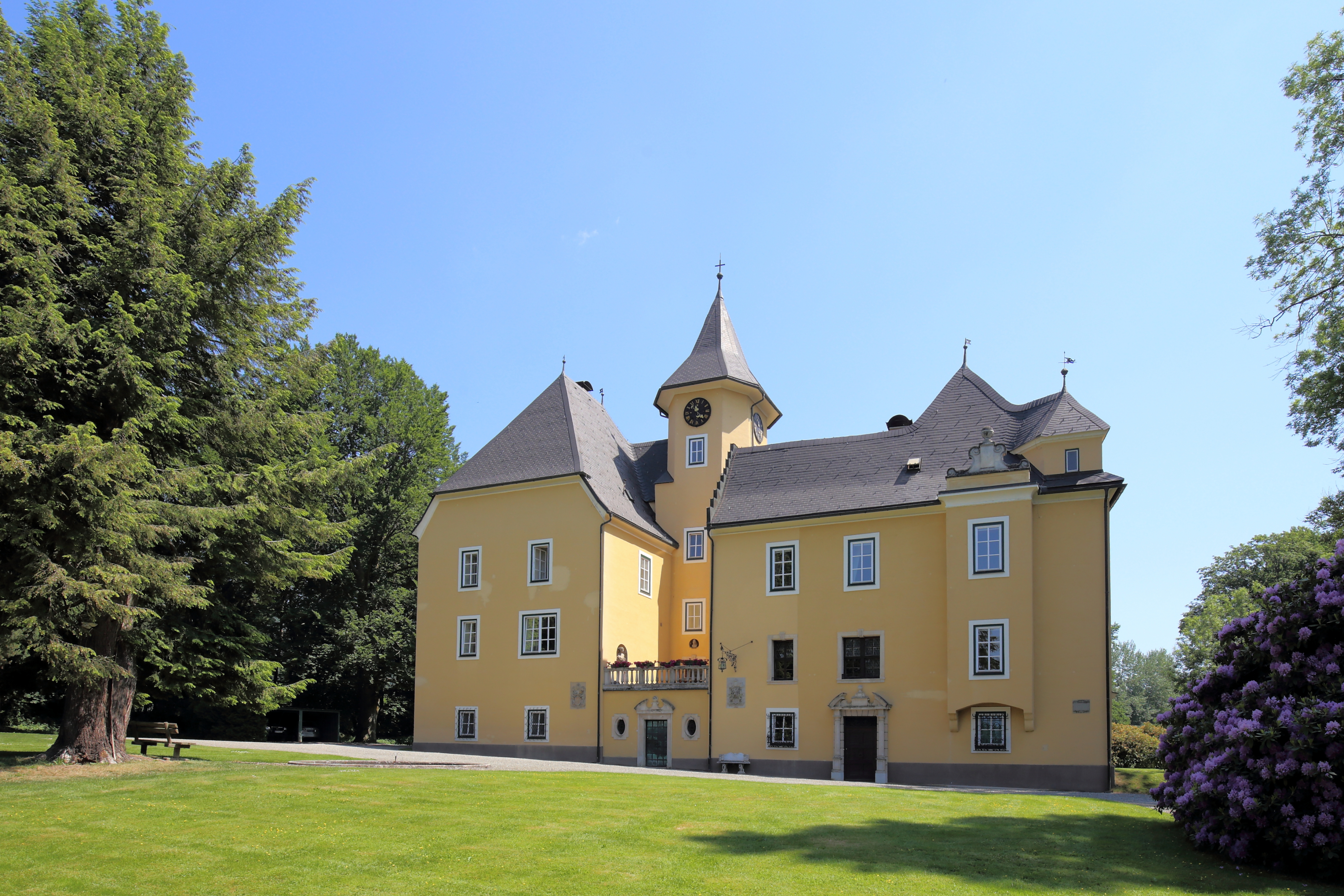
A prankhi kastély

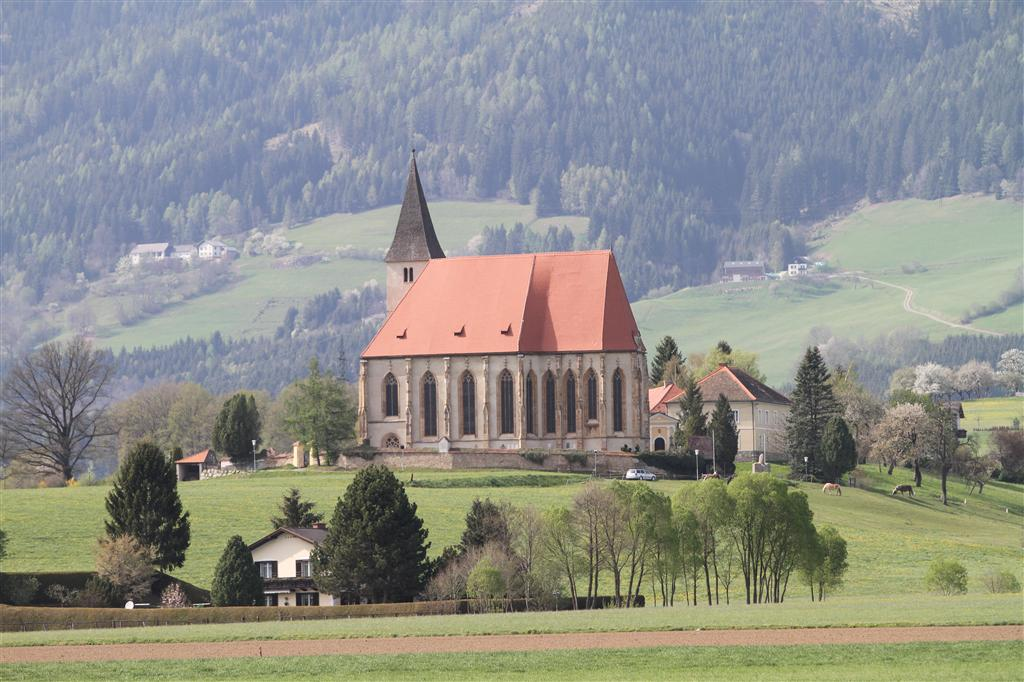
St. Marein Szűz Mária-temploma

Sankt Marein-Feistritz Felső-Stájerországban fekszik, ahol a Leissingbach a Murába torkollik. Az önkormányzathoz 6 katasztrális községben (Feistritz, Fressenberg, Greuth, Prank, St. Marein, Wasserleith) 15 település tartozik: Altendorf (203 lakos), Feistritz bei Knittelfeld (608), Feistritzgraben (1), Fentsch (129), Fressenberg (47), Greith (129), Hof (106), Kniepaß (9), Laas (64), Mitterfeld (13), Moos (6), Prankh (123), Sankt Marein bei Knittelfeld (313), Sankt Martha (185), Wasserleith (104).
A környező önkormányzatok: délre Sankt Margarethen bei Knittelfeld, délnyugatra Kobenz, nyugatra Seckau és Gaal, északra Mautern in Steiermark, északkeletre Kraubath an der Mur. 

## Története
Az önkormányzat a 2015-ös stájerországi közigazgatási reform során jött létre Sankt Marein bei Knittelfeld és Feistritz bei Knittelfeld községek egyesülésével.
Az önkormányzat területén az ókorban kelták éltek, majd i.e. 15 után a Római birodalomhoz tartozott. Két római faragott kő ma is megtalálható a feistritzi templom falába építve. Az épületről feltételezik, hogy már a római időkben is keresztény templom állt a helyén, bár a népvándorlás során pogány szlávok települtek a korábbi lakosság helyére és a 8-9. században újra meg kellett téríteni őket. Feustritz neve is szláv (Fiustrica) eredetű. Sankt Marein a középkorban a Pranckh-nemzetségé volt, amely a szomszédos prankhi vár után kapta elnevezését.
A régió az 1122-ben alapított Stájer őrgrófság és a belőle 1180-ban megalakult Stájer Hercegség része volt, amely 1192 után a Babenbergek, azok kihalása után pedig a Habsburgok fennhatósága alá tartozott.
A községi önkormányzatok 1849/50-ben jöttek létre. Sankt Marein és Feistritz Ausztria 1938-as Németországhoz való csatolása után a Stájerországi reichsgauhoz, a második világháború után pedig a brit megszállási zónához tartozott. 

## Lakosság
A Sankt Marein-Feistritz-i önkormányzat területén 2017 januárjában 2040 fő élt. A lakosságszám 1961 óta (akkor 1503 fő) növekvő tendenciát mutat. 2015-ben a helybeliek 95,7%-a volt osztrák állampolgár; a külföldiek közül 1% a régi (2004 előtti), 1% az új EU-tagállamokból érkezett. 0,5% a volt Jugoszlávia (Szlovénia és Horvátország nélkül) vagy Törökország, 1,8% egyéb országok polgára. 2001-ben a sankt-mareiniek 90,7%-a római katolikusnak, 2% evangélikusnak, 5,1% pedig felekezet nélkülinek vallotta magát.

## Látnivalók

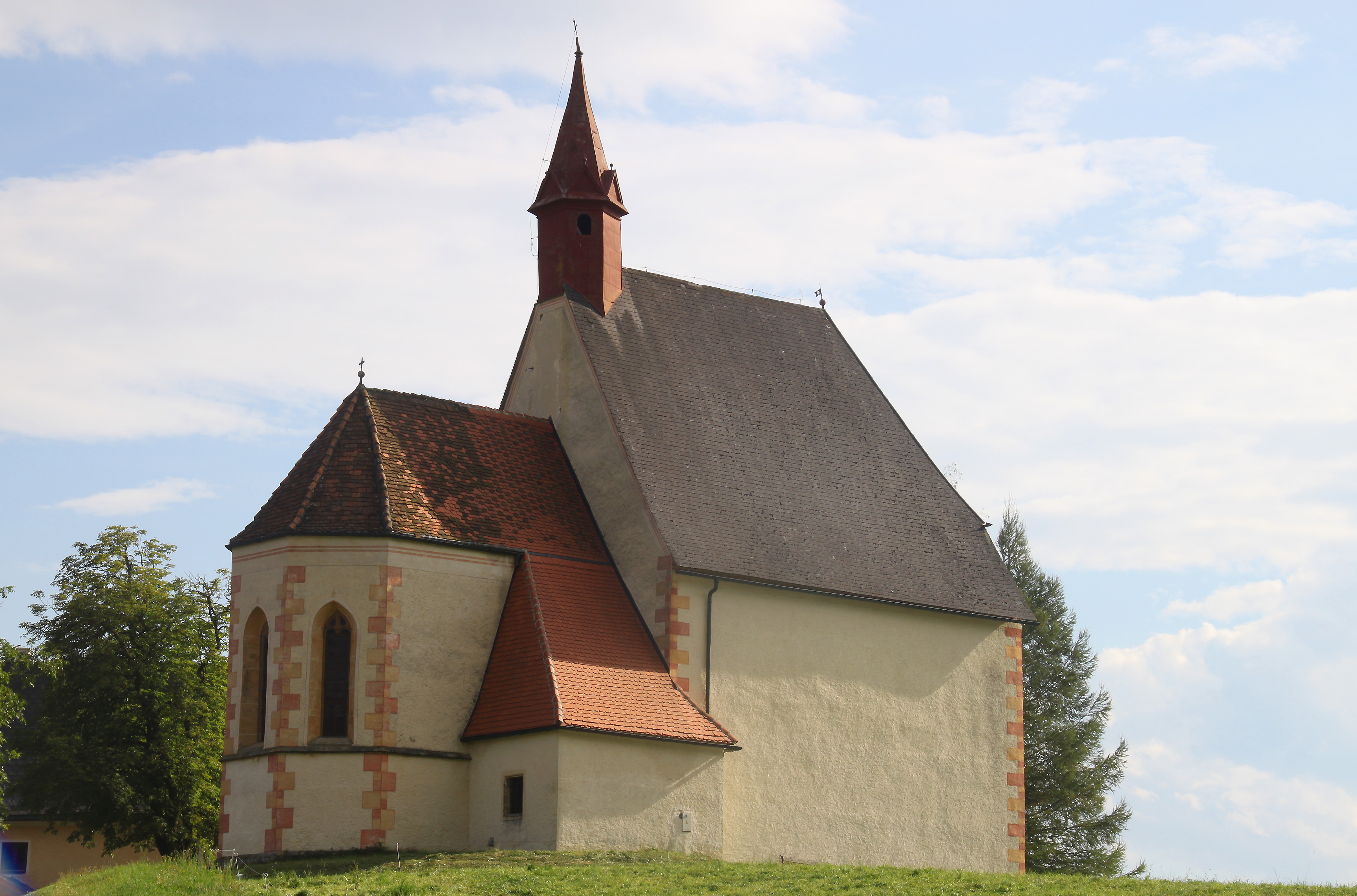
A fressenbergi Szt. Márta-templom

- a prankhi kastély a feltételezések szerint két épület volt, amelyet később egyesítettek. Az 1879-1901-es átalakítás során külseje jelentősen módosult.
- a wasserleithi kastély a seckaui kolostoré volt. Mai formájában 1737-ben készült el.
- St. Marein Szűz Mária születése-plébániatemploma a 15. század közepén épült. Miután a törökök kifosztották, 1490-ben kijavították és újraszentelték.
- a feistritzi Keresztelő Szt. János-plébániatemplom 1445-ben épült, a későbbiekben gótikus és barokk stílusban módosításokat hajtottak végre rajta. 1972-ben 15-16. századi freskókat fedeztek fel falain.
- Fressenberg Szt. Márta-temploma 1466-ban épült

## Testvértelepülések
Feistritz az észak-olaszországi Grado városával tart fenn partneri kapcsolatot. 

## Fordítás
- Ez a szócikk részben vagy egészben  a   Sankt Marein-Feistritz című német Wikipédia-szócikk ezen változatának fordításán alapul.  Az eredeti cikk szerkesztőit annak laptörténete sorolja fel. Ez a jelzés csupán a megfogalmazás eredetét és a szerzői jogokat jelzi, nem szolgál a cikkben szereplő információk forrásmegjelöléseként.